# جاده سن مارتین

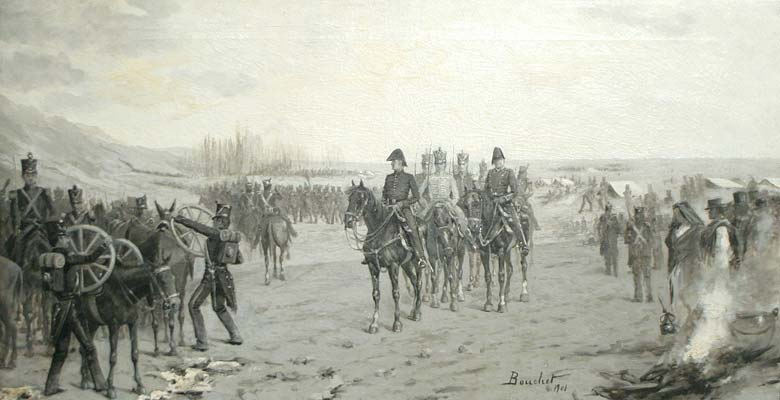

عبور از آند بخشی از طرحی بود که خوزه د سان مارتین برای اجرای اردوکشی شیلی و پرو و آزادسازی این نواحی، ایجاد کرد. در ۱۲ ژانویه ۱۸۱۷، زمانی که ستون‌های ارتش شروع به حرکت به سمت شیلی کردند، ایجاد این طرح هم شروع شد.
ارتش آند یکی از دو سپاه نظامی بزرگی بود که استان‌های متحد ریودولا پلاتا در جنگ استقلال اسپانیا و آمریکا در اختیار داشتند.

## طرح
سن مارتین یک طرح تهاجم را طراحی کرد: قلمرو شیلی باید توسط کوتاه‌ترین مسیرها مورد تهاجم قرار می‌گرفت و دو ستون اصلی قرار بود برای نبرد سرنوشت‌ساز در دروازه‌های پایتخت شیلی، سانتیاگو، بجنگند. ستون‌ها باید همزمان از آند عبور می‌کردند تا فرماندار شیلی، کاسیمیرو مارکو دل پونت، نیروهایش را به چهار گروه ثانویه تقسیم کند و با ارتش کاهش‌یافته با سربازان اصلی سن مارتین مقابله کند. این پیشروی چندگانه، به علاوه شایعات منتشر شده توسط سن مارتین معروف به «جنگ زاپا»، مارکو دل پونت را مبهوت کرد که ارتش آند به کجا حمله خواهد کرد - و چند نفر خواهد داشت؟ در ۶ ژانویه ۱۸۱۷، ستون‌های اصلی ارتش از کمپ پلومریلو حرکت کردند.
در دسامبر ۱۸۱۶، سان مارتین پیغامی را در شیلی از طریق فرستادگان مخفی خود توزیع کرد تا به ساکنان اطلاع دهد که ارتشی از استان‌های متحد ریودولا پلاتا قصد عبور از رشته کوه، با هدف پایان دادن به دولت مارکو دل پونت، دارند. بدین ترتیب سان مارتین به دنبال تحریک قیام علیه دولت سلطنتی و جلب حمایت شیلیایی‌ها برای این هدف بود.

## عبور
به منظور تقسیم نیروهای دشمن، سان مارتین ابتدا به بخشی از سربازان دستور داد تا از طریق گذرگاه‌های Come-Caballos , Guana , Portillo و Planchón پیشروی کنند. این گذرگاه‌ها برای ستون‌های اصلی انتخاب نشدند، بلکه دو مورد اول در شمال و آخری در جنوبِ مسیرهای انتخاب شده اصلی بودند. گذرگاه‌های اصلی Uspallata و Los Patos بودند که قبلاً توسط خوزه آنتونیو آلوارز کوندارکو مسیرشان تحلیل شده بود. . این یک پیشروی از چندین بخش، در جبهه‌ای بیش از ۲۰۰۰ کیلومتر، از طریق یک رشته کوه غول پیکر بود. هدف از این کار این بود که نیروهای سلطنت طلب در شیلی که ندانند دشمن از کجا خواهند رسید، منحرف شوند و مجبور به تقسیم نیروهای خود شوند.